# Atolón de Huon
Atolón de Huon (en francés: Atoll de Huon) es una isla de coral, que forma parte de los Arrecifes D'Entrecasteaux, al noroeste de Nueva Caledonia. Tiene un único Motu, denominado Isla de Huon.
El arrecife de coral del atolón tiene una longitud total de 75 km. No está del todo cerrado, con varios pases y una abertura pequeña en el noroeste. Este es el mayor arrecife de Entrecasteaux, junto con el atolón vecino de la Surprise (Sorpresa).